# Henry Pellatt
Henry Mill Pellatt, né le 6 janvier 1859 à Kingston en Ontario et mort le 8 mars 1939 à Toronto, était un homme d'affaires et un militaire canadien. Ses investissements dans les secteurs de l'hydroélectricité et du transport ferroviaire lui procurèrent une grande fortune.
En 1905, il fut élevé au rang de chevalier par le roi Édouard VII en reconnaissance de son service militaire. Il atteignit aussi le rang de Major-général au sein des Fusiliers de la Reine du Canada, l'un des plus anciens régiments du Canada. Il apporta également un soutien généreux à de nombreuses causes honorables avant que son empire financier ne s'effondre. Aujourd'hui, il est mieux connu pour avoir construit Casa Loma, qui était à l'époque de sa construction l'une des plus grandes résidences privées en Amérique du Nord.

## Distinctions
- Chevalier (Kt - 1905)[1]
- Commandeur de l'Ordre royal de Victoria (CVO - 1910)[2]